# Махарадж Крішан Каушик
Махарадж Крішан Каушик (2 травня 1955 — 8 травня 2021) — індійський хокеїст на траві.
Олімпійський чемпіон 1980 року.